# Sisal

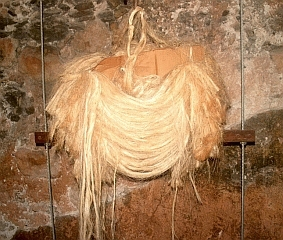
Fibre de sisal

Sisal (Agave sisalana) este o plantă textilă cu tulpina foarte scurtă și frunze lungi, în formă de sabie, crescute în rozetă. Planta atinge în jur de 1,5-2 metri înălțime și are o durată de viață de 7-10 ani în care poate produce aproximativ 200-250 frunze utilizabile din punct de vedere economic. O singură frunză de sisal conține aproximativ 1000 de fibre, fibrele reprezentând doar 4% din întreaga plantă.
Din frunze se extrag fibre aspre, foarte rezistente, cu pereți duri, prin care apa trece cu dificultate, având canalul umplut cu aer, care sunt folosite la confecționarea de sfoară, frânghii, parâme, saci, țesături aspre etc.
Este cultivată în regiunile tropicale, în Mexic, Brazilia, Florida, Caraibe, vestul Indiei sau țări din Africa precum Tanzania și Kenya. În funcție de locul de proveniență, fibrele mai sunt cunoscute și sub denumirile de cânepă de sisal, cânepă de Domingo, Heneken, Kantala, iarbă de Mexic etc.